# Nicocles engelhardti
Nicocles engelhardti là một loài ruồi trong họ Asilidae. Nicocles engelhardti được Wilcox miêu tả năm 1946. Loài này phân bố ở vùng Tân Bắc giới.